# Lodi (New Jersey)
Pour les articles homonymes, voir Lodi (homonymie).
Lodi est un borough américain situé dans le comté de Bergen, dans le New Jersey. Selon le recensement de 2010, Lodi compte 24 136 habitants.
Lodi doit son nom à la ville italienne de Lodi, en Lombardie,. Le borough est créé le 22 décembre 1894 par fusion des townships de Lodi et Saddle River, le lendemain d'un référendum. En 1901, Lodi annexe une partie du borough voisin de Hasbrouck Heights